# Балікпапан
Балікпапан (індонез. Kota Balikpapan) — портове місто на східному узбережжі острова Калімантан, в індонезійській провінції Східний Калімантан. У Балікпапані 736 807 жителів (2015), що робить його другим за величиною містом в Східному Калімантані після Самаринди.

## Географія
Балікпапан лежить на березі однойменної затоки Макасарської протоки. Гавань Семаянг, поромна гавань Каріангау і аеропорт Султан Аджи Мухаммад Сулейман — головні транспортні ворота міста.

### Клімат
Місто знаходиться у зоні, котра характеризується вологим тропічним кліматом. Найтепліший місяць — січень із середньою температурою 27.8 °C (82 °F). Найхолодніший місяць — лютий, із середньою температурою 27.2 °С (81 °F).
| Клімат Балікпапана      | Клімат Балікпапана | Клімат Балікпапана | Клімат Балікпапана | Клімат Балікпапана | Клімат Балікпапана | Клімат Балікпапана | Клімат Балікпапана | Клімат Балікпапана | Клімат Балікпапана | Клімат Балікпапана | Клімат Балікпапана | Клімат Балікпапана | Клімат Балікпапана |
| Показник                | Січ.               | Лют.               | Бер.               | Квіт.              | Трав.              | Черв.              | Лип.               | Серп.              | Вер.               | Жовт.              | Лист.              | Груд.              | Рік                |
| Абсолютний максимум, °C | 39                 | 38                 | 37                 | 38                 | 39                 | 37                 | 37                 | 32                 | 37                 | 37                 | 37                 | 37                 | 39                 |
| Середній максимум, °C   | 29                 | 29                 | 30                 | 30                 | 29                 | 28                 | 28                 | 28                 | 29                 | 29                 | 30                 | 29                 | 29                 |
| Середня температура, °C | 27                 | 27                 | 27                 | 27                 | 27                 | 27                 | 27                 | 27                 | 27                 | 27                 | 27                 | 27                 | 27                 |
| Середній мінімум, °C    | 25                 | 25                 | 25                 | 25                 | 25                 | 25                 | 25                 | 25                 | 25                 | 25                 | 25                 | 25                 | 25                 |
| Абсолютний мінімум, °C  | 21                 | 21                 | 21                 | 22                 | 18                 | 20                 | 22                 | 21                 | 22                 | 22                 | 22                 | 21                 | 18                 |
| Норма опадів, мм        | 240                | 220                | 240                | 220                | 250                | 250                | 250                | 250                | 200                | 180                | 170                | 240                | 2780               |
| ----------------------- | ------------------ | ------------------ | ------------------ | ------------------ | ------------------ | ------------------ | ------------------ | ------------------ | ------------------ | ------------------ | ------------------ | ------------------ | ------------------ |
| Джерело: Weatherbase    |                    |                    |                    |                    |                    |                    |                    |                    |                    |                    |                    |                    |                    |

## Історія
До початку нафтового буму 1900-х років Баликпапан був невеликим ізольованим рибальським селом, населеним бугами. Назва, що походить від слів «ззаду» і «дошка», сходить до легенди, згідно з якою один з місцевих правителів, щоб захистити свою новонароджену дочку від ворогів, кинув її в море, прив'язавши до спини дошки. Дівчинка в результаті була врятована рибалками.
Перша нафтова свердловина була пробурена в 1897 році. Будівництво доріг, причалів, складів, офісів, гуртожитків і бунгало почалося, коли голландська нафтова компанія Bataafsche Petroleum Maatschappij (BPM) почала освоєння нафтоносного району в околицях Баликпапану.
24 січня 1942 японський флот підійшов до Балікпапану і почав висадку десанту, проведена атака чотирьох есмінців ВМС США увінчалася успіхом, вони потопили три японських транспорти, проте це не вплинуло суттєво на хід операції. Японські війська завершили висадку і змусили голландський гарнізон відступити. Захисники міста частково знищили нафтопереробний завод та інші об'єкти нафтових промислів, з помсти японці вбили багатьох із захоплених ними в полон європейців.
Австралійські і американські війська звільнили Балікпапан 3 липня 1945 року в ході Битви за Балікпапан, яка завершила Борнейську операцію союзників. 21 липня звільнення острову Калімантан було повністю завершено. Нафтові промисли і нафтопереробний завод у ході війни були сильно пошкоджені і видобуток нафти майже припинився. Компанія Royal Dutch Shell завершила відновлення промислів лише у 1950 році.
19 квітня 1958 року в ході секретної операції по дестабілізації уряду президента Сукарно бомбардувальник ЦРУ B-26 Invader без розпізнавальних знаків, яким керував пілот Вільям Х. Біл молодший, атакував Балікпапан: першою 230-кілограмовою бомбою була пошкоджена злітно-посадкова смуга місцевого аеродрому, другою бомбою був потоплений британський танкер SS San-Flaviano, третя бомба відскочила від іншого британського танкера MV Daronia і не вибухнула, четвертої бомбою був потоплений корвет класу Батерст ВМС Індонезії, у результаті чого загинуло 18 моряків, а 28 було поранено. В результаті цієї атаки компанія Shell перестала посилати свої танкери в Балікпапан. Проте 18 травня індонезійським ВПС вдалося збити другий бомбардувальник B26 і захопити в полон пілота ЦРУ Аллена Поупа. Після цього ЦРУ довелося згорнути операцію.
У 1965 році нафтові промисли перейшли під контроль індонезійської державний компанії Pertamina. Однак у компанії не було ні досвіду, ні кваліфікованої робочої сили, ні коштів, щоб розробляти родовища, і в 1970-ті роки нафтовидобуток знову був відданий в концесію транснаціональним корпораціям.

## Галерея

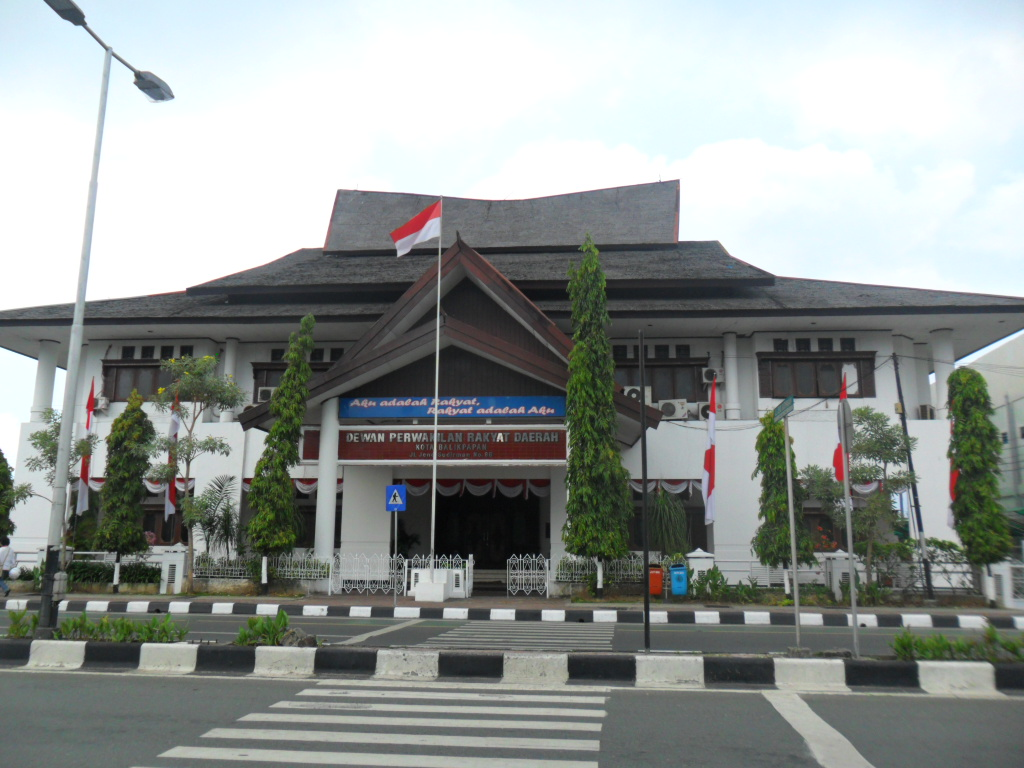
Будівля міської ради Балікпапана
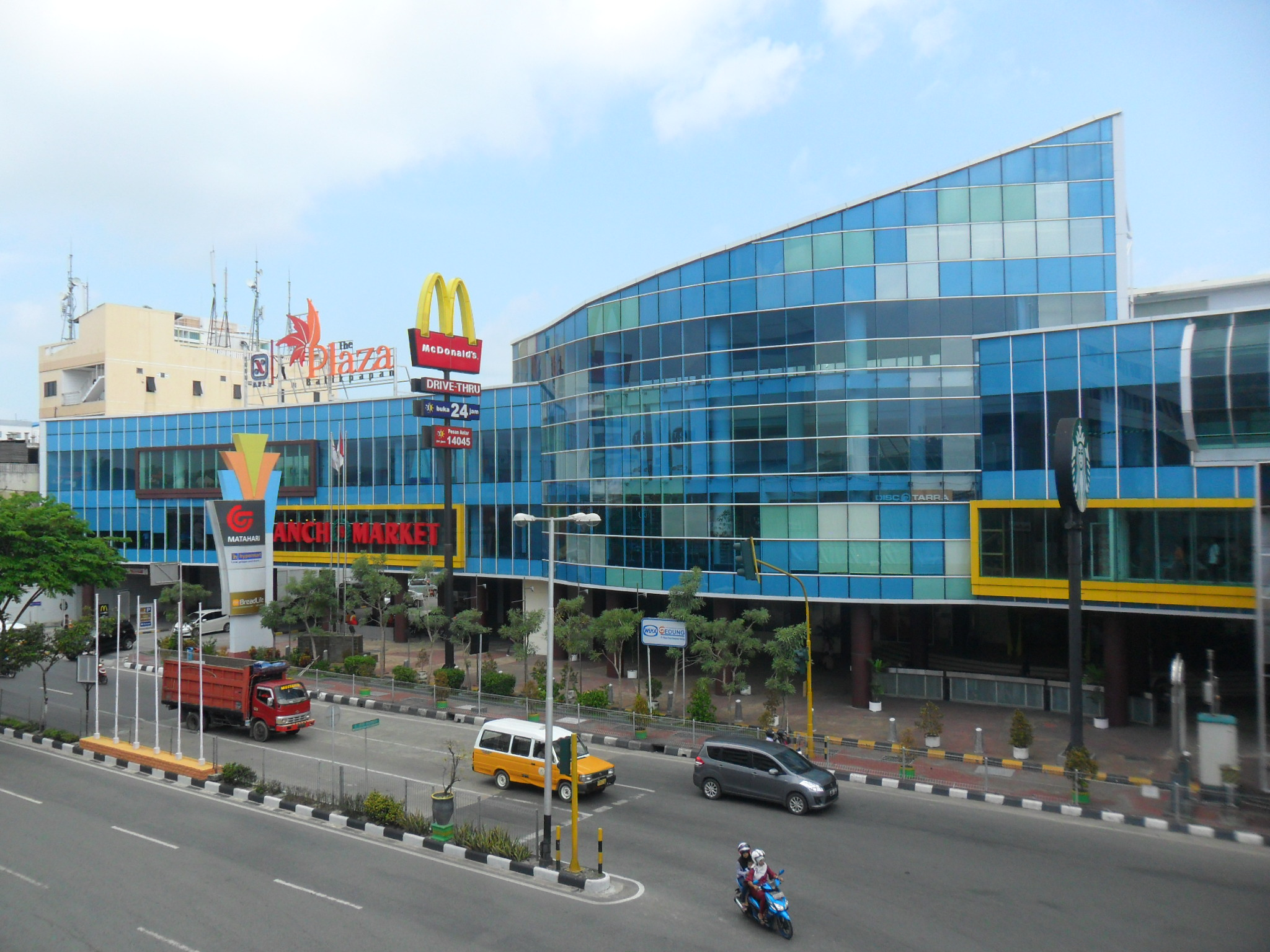
Торговий центр «The Plaza Balikpapan»
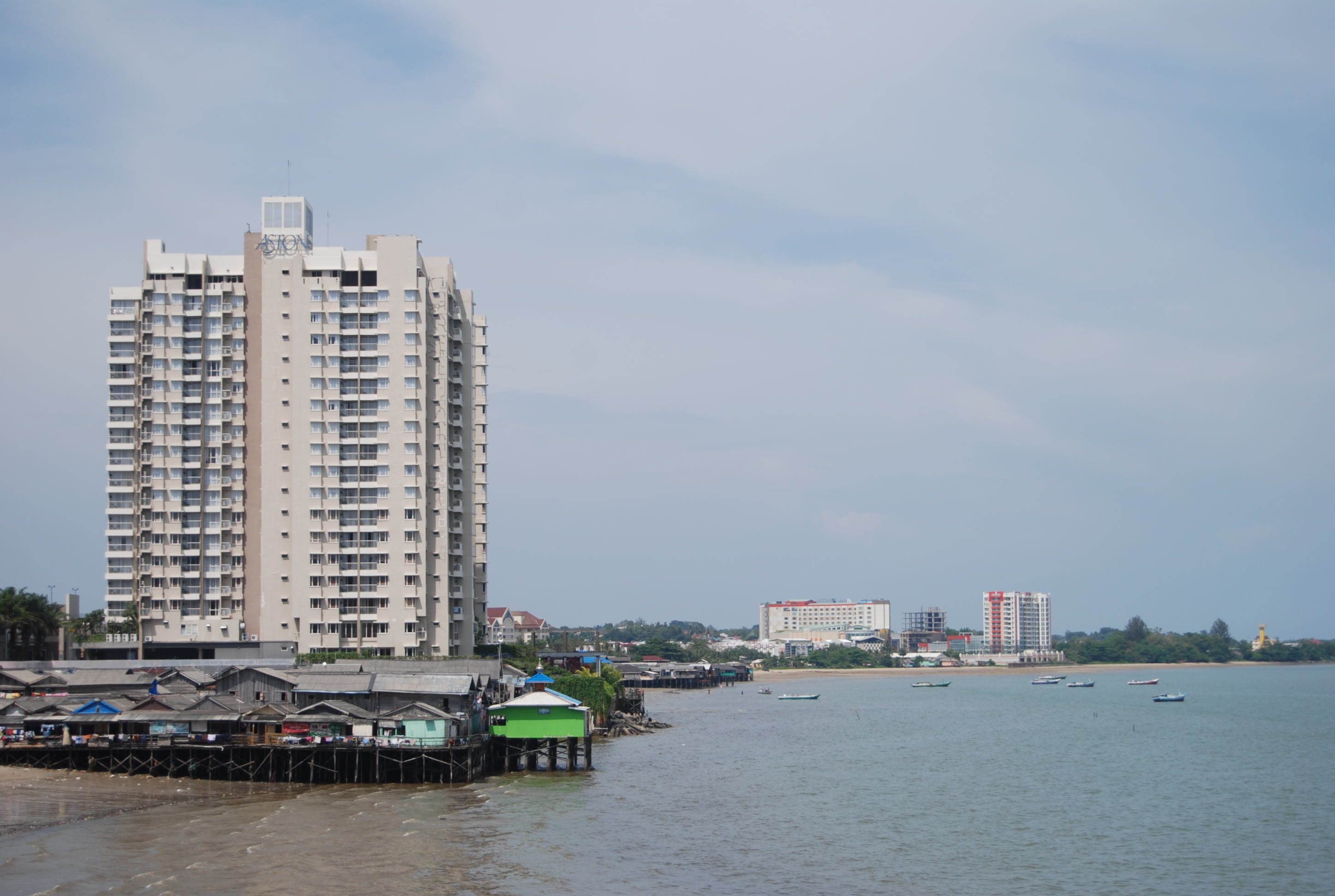
Берег затоки Балікпапан
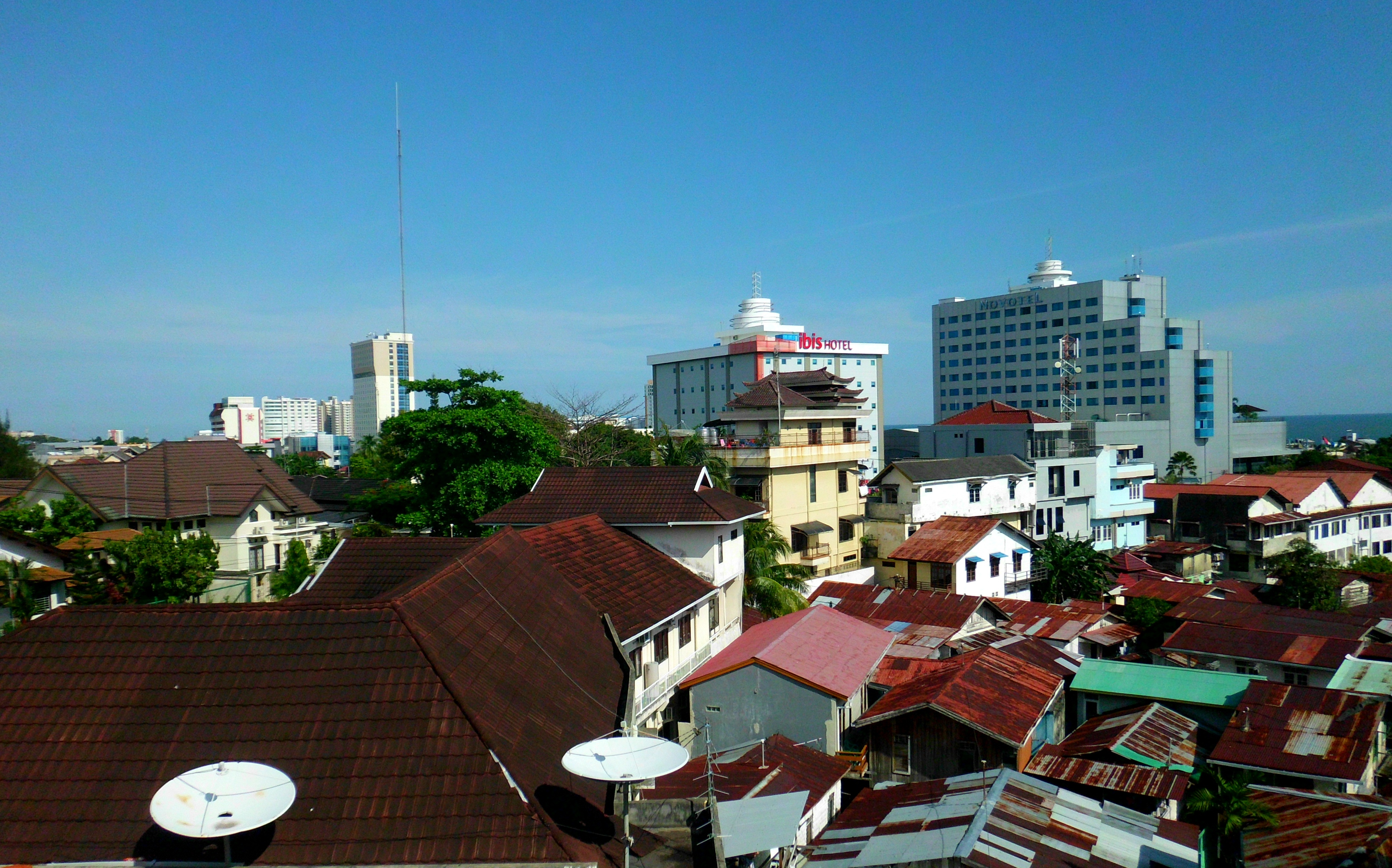
Південна частина міста
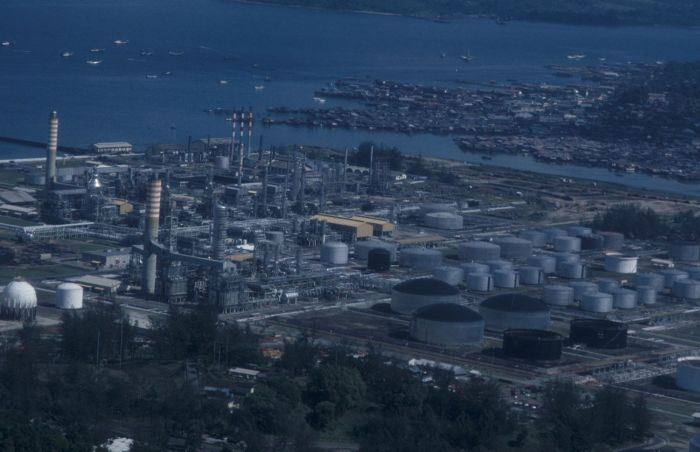
Нафтопереробний завод
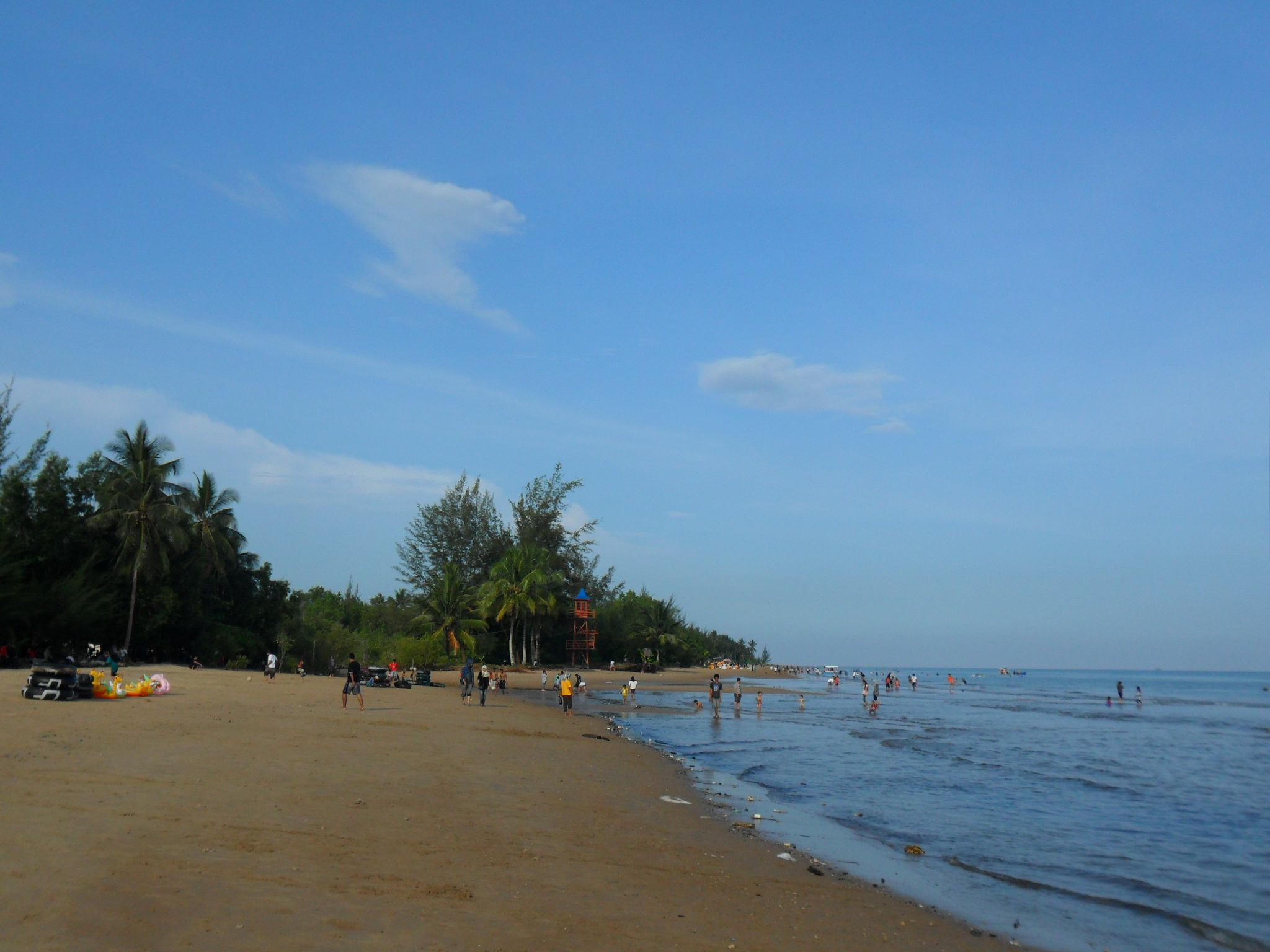
Пляж Манггар

## Видатні уродженці
- Дені Марсель (нар. 1983) — індонезійський футболіст, воротар.